# Otto Wilhelm Staël von Holstein (militär)
Otto Wilhelm Staël von Holstein, född den 28 juni 1668 i Estland, död den 27 april 1730 i Stockholm, var en svensk friherre och militär. Han var son till Jacob Staël von Holstein.
Staël von Holstein blev löjtnant vid Västerbottens regemente 1689 och var 1690–1693 i fransk tjänst, där han under pfalziska tronföljdskirget deltog i fälttåget i Brabant, belägringarna av Namur och Charleroi med mera. År 1700 utnämnd till generaladjutant bevistade han 1701 övergången av Düna. År 1704 befordrades Staël von Holstein till överstelöjtnant och kommendant för holsteinska infanteriet, och då han av änkehertiginnan av Holstein flera gånger sändes med brev till Karl XII, kom han att delta i några av dennes krigsföretag, såsom belägringen av Thorn, tåget till Sachsen med mera. År 1709–1711 var han som chef för ett holsteinskt infanteriregemente med i spanska tronföljdskriget och blev 1712, vid sin hemkomst till Sverige, överste för adelsfanan. Staël von Holstein utnämndes till generalmajor och överste för Hallands regemente 1717 och för Upplands regemente 1728. Han upphöjdes i friherrligt stånd 1719.